# Max Ström
Bokförlaget Max Ström är ett svenskt bokförlag som leds av Jeppe Wikström och är inriktat på fotoböcker och stora projekt. Dess kontor finns i Stockholm. Nuvarande ägare är Bonnierförlagen. 

## Historik
1994 grundades Max Ström av Jeppe Wikström och Marika Stolpe. I september 1994 utkom den första boken, Havsskärgård. 1996 flyttade förlaget till sina nuvarande lokaler på Skeppsholmen och det blev ett självständigt bolag. 2001 såldes aktiemajoriteten till Bonnierförlagen. 2014 öppnade Max Ström en bokhandel i Sandhamn. 2015 övertog Bonnierförlagen de återstående aktierna i Bokförlaget Max Ström.
Utgivningen består av ett 20-tal titlar om året. Numera är förlaget helägt av Bonnierförlagen, och Marika Stolpe lämnade 2018 verksamheten för att starta eget förlag.

## Utgivning i urval
Bland de uppmärksammade böckerna finns From back home av Anders Petersen och JH Engström, Minnets stigar av Per Wästberg, Anita Theorell och Hans Hammarskiöld samt Barnmark av Mikael Andersson och Göran Tunström.
Fågelsång - 150 svenska fåglar och deras läten av Jan Pedersen och Lars Svensson utkom 2009 i Sverige och har getts ut i det stora originalformatet, samt som en mindre fältguide. Gemensamt för båda versioner är att boken har en ljudenhet som gör det möjligt för läsaren att höra hur fåglarna låter. Boken har sedan utgivningen även utkommit i tio andra länder, bland annat Storbritannien, Finland, Norge, Danmark, Tyskland och Nederländerna. 
A Day in the World var ett av världens största fotoprojekt där närmare 100 000 fotografer över hela världen skildrade vardagsliv under ett och samma dygn, den 15 maj 2012. Den följande boken utgavs i tio olika språkversioner och bilderna visades i utställningar i Stockholm, London, Bryssel, Sarajevo, Kapstaden och New York. 
Last Night in Sweden (2017) var hundratals svenska fotografers svar på president Donald Trump gåtfulla uttalande "Look at what's happening last night in Sweden". Projektet resulterade förutom i boken också i flera utställningar, varav en visades i Europaparlamentet i Bryssel.
Nordic Life (2019) var det största samnordiska fotoprojektet hittills. Cirka tusen fotografer i alla nordiska länder samlades kring att dokumentera vardagen i sina hemländer. Boken har utkommit i sex språkversioner: svenska, danska, norska, finska, isländska och engelska. En vandringsutställning har producerats och visades först på Fotografiska.   
Huskurage – från oro till omtanke är en bok som producerats i samarbete med föreningen Huskurage. Boken ger kunskap om en effektiv preventiv metod för att förhindra mäns våld mot kvinnor. Boken har delats ut gratis till hundratusentals hyresgäster och bostadsrättsinnehavare i Sverige. 
Max Ström har också gett en rad böcker om och med stora svenska personligheter, som Håkan Hellström, Olof Palme, Astrid Lindgren, August Strindberg, Selma Lagerlöf och Peder Fredricson. 2017 publicerades Veronica Maggios musikaliska självbiografi Allt är för bra nu.

## Partnerskap och samfinansiering
Många av Max Ströms stora projekt har möjliggjorts genom samfinansiering och partnerskap. Bland partners finns Röda Korset, Ericsson, Svenska Postkodlotteriet, Unicef, If Skadeförsäkring, United Nations Publishing, SEB, Postnord och Stockholm Resilience Centre.